# Јанош Бири
Јанош Бири (мађ. Biri János; 21. јул 1901) је био мађарски фудбалер и тренер. Бири је играо на позицији голмана за бројне клубове, пре свега Падову и МТК Будимпешта, а такође је представљао Мађарску на Летњим олимпијским играма 1924. године. Најпознатији је по својој тренерској каријери у Португалији која је трајала више од три деценије.

## Каријера
Рођен у Будимпешти, Бири је каријеру у фудбалу започео у клубу из родног града, Кишпешт АК са 19 година. Његови наступи су му донели место у селекцији Мађарске за Летње олимпијске игре 1924. године. Године 1925. преселио се у Италију, играјући за Падову у раним данима онога што је касније постало познато као Серија А. После две сезоне у Италији, вратио се у Мађарску, наступајући за неколико различитих мађарских тимова, без много успеха, имао је кратке периоде у Француској и Португалији. Активно фудбалско пензионисање је имао 1936. са 35 година.
Убрзо након тога, Бири је почео да тренира Порто, освојио Кампеонато де Порто и тада у сезони 1935/36.  дошао до титуле вицешампиона Примеира лиге у својој јединој сезони тамо. Након кратке године са Академиком Порто, га је ангажовао председник Бенфике, Аугусто да Фонсека Јр. У осам сезона које је провео тамо, успешно је оспорио доминацију до тада најбољег португалијског клуба Спортинга и са Бенфиком је освојио 3 наслова Примеира Лиге и 3 наслова португалијског купа, Така де Португалија.
Држао је рекорд за већину одиграних утакмица и победа, преко 75 година, све док га Жорже Жезус није надмашио 2014. Међутим, он и даље има највећи проценат победа од било ког другог тренера са најмање 100 утакмица и други је по дужини владавине са 8 година , након Кожме Демјаоа. После Бенфике, Јанош је водио још једанаест тимова, као тренер повукао се 1966. године, после више од 30 година проведених на менаџерским позицијама.

## Тренерска остварења
| Бенфика | 1. август 1939. | 2. јул 1947. | 272 | 194 | 25 | 53 | 071,32 |

Порто
- Шампион Порта: 1935/36.

Бенфика
- Прва лига Португалије у фудбалу шампион: 1941/42, 1942/43 и 1944/45.
- Куп Португалије првак: 1939/40, 1942/43 и 1943/44.
- Шампион Лисабона: 1939/40.